# Juan VII Paleólogo
Juan VII Paleólogo (en griego: Ἰωάννης Παλαιολόγος, romanizado: Iōánnēs Palaiológos; 1370-22 de septiembre de 1408) fue emperador bizantino durante cinco meses en 1390, del 14 de abril al 17 de septiembre. Un puñado de fuentes sugiere que Juan VII usó a veces el nombre Andrónico (en griego: Ἀνδρόνικος), posiblemente para honrar la memoria de su padre, Andrónico IV Paleólogo.
Andrónico IV era el primogénito del emperador Juan V Paleólogo y, por tanto, había sido el heredero al trono. Después de una rebelión fallida en 1373, Andrónico IV fue encarcelado y parcialmente ciego, posiblemente el mismo castigo se llevó a cabo sobre Juan VII, que entonces solo tenía tres años. Andrónico IV escapó en 1376 y tomó con éxito Constantinopla, gobernando como emperador hasta 1379. Juan VII sirvió como coemperador durante este tiempo, posiblemente siendo nombrado en 1377. Aunque depuesto en 1379 por su hermano Manuel II Paleólogo y su padre Juan V, Andrónico IV nunca renunció a sus pretensiones. Para evitar más conflictos, se acordó en 1381 que Andrónico IV sucedería a Juan V, convirtiendo a Juan VII en el segundo en la línea de sucesión al trono.
Tras la muerte de Andrónico IV en 1385, Juan VII heredó sus pretensiones. A pesar del acuerdo anterior, Juan V consideraba a Manuel II como el sucesor predilecto. Juan VII se rebeló contra Juan V y se apoderó con éxito de Constantinopla en 1390. Después de solo cinco meses, Manuel logró deponer a su sobrino con la ayuda de los otomanos y los caballeros hospitalarios. A la muerte de Juan V en 1391, Manuel II lo sucedió como emperador. Aun poseyendo una poderosa red de aliados, Juan VII nunca renunció a su pretensión de ser el emperador legítimo, y la tensa relación entre él y su tío acercó al imperio a una guerra civil varias veces. Aunque solo fueron honrados de manera limitada por Manuel, se hicieron varios acuerdos con respecto al estado y la línea de sucesión entre los dos para evitar conflictos, certificando que Juan VII seguía siendo coemperador y debía suceder a Manuel a su muerte. 
En 1394, el sultán otomano Bayezid I sitió Constantinopla. Manuel II abandonó la ciudad en 1399 para viajar por Europa Occidental en busca de ayuda militar, y encomendó a Juan VII servir como regente en Constantinopla, supervisando su defensa. A pesar de las acusaciones de conspirar con los otomanos, Juan VII mantuvo la ciudad lealmente durante toda la duración del viaje de tres años y medio de Manuel, negándose a entregarla a Bayezid I. La amenaza a Constantinopla terminó con la derrota de Bayezid contra los timúridas en la batalla de Ankara en 1402. A raíz de esta batalla, Juan VII negoció un tratado favorable con uno de los hijos de Bayezid I, Süleyman Çelebi, que aseguró que la importante ciudad de Tesalónica, perdida ante los otomanos en 1387 debido a las acciones de Manuel II, fue devuelta al control imperial. A pesar del leal servicio de Juan VII, Manuel lo despidió en desgracia una vez que regresó en 1403, y los dos volvieron a ser enemigos. Esta disputa resultó ser breve, ya que se reconciliaron unos meses después y se llegó a un nuevo acuerdo, en el que se le permitió a Juan VII tomar posesión de Tesalónica y se le reconoció con el título imperial completo. Desde 1403 hasta su muerte en 1408, Juan VII gobernó en Tesalónica como "Emperador de Toda Tesalia", con su propia corte imperial separada. Los tesalonicenses lo consideraban un gobernante capaz, y su trabajo con los asuntos de la iglesia local y la mejora de las estructuras defensivas de la ciudad le valieron un recuerdo positivo.

## Biografía

### Antecedentes y primeros años

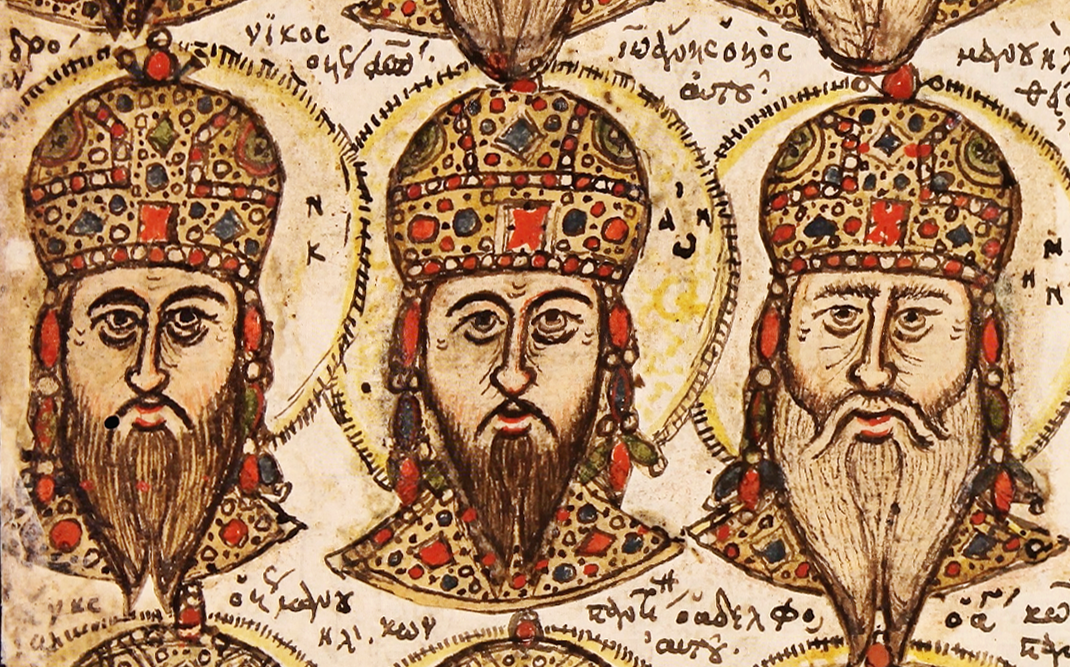
Retratos del de Andrónico IV, Juan VII y Manuel II (de un códice del que contiene una copia de los Extractos de la Historia de Juan Zonaras)

Juan VII Paleólogo nació en 1370 como hijo único de Andrónico IV Paleólogo y Keratsa de Bulgaria, hija del zar Iván Alejandro de Bulgaria. Andrónico IV era el primogénito del emperador Juan V Paleólogo y, por tanto, el heredero legítimo del trono bizantino.
La dinastía de los Paleólogos, en el poder desde 1259/1261, con frecuencia estuvo plagada de luchas internas, y los emperadores y príncipes de la familia a menudo no podían cooperar entre ellos, en detrimento del imperio. El principal enemigo de los bizantinos en ese momento era el Imperio otomano, que a lo largo del siglo XIV conquistó vastas franjas del antiguo territorio imperial. Juan V incluso había aceptado servir al sultán otomano Murad I como vasallo tributario. En este momento, a pesar de la adversidad geopolítica, los aristócratas bizantinos y otomanos estaban en estrecho contacto entre sí.
Mientras Juan V estaba sirviendo en una campaña otomana en Anatolia, según su acuerdo de vasallaje con Murad I, Andrónico IV y uno de los hijos de Murad I, Savci Bey, coordinaron revueltas simultáneas contra sus padres. Los dos príncipes fueron derrotados, capturados y encarcelados a los pocos meses, ya que sus padres unieron sus fuerzas para sofocar las revueltas. Andrónico IV y Savci Bey sufrieron un duro castigo. Savci fue cegado y decapitado por Murad I, y aunque el sultán ordenó a Juan V que también cegara a su hijo, el emperador bizantino se mostró reacio, sólo cumplió parcialmente. Andrónico IV solo estaba parcialmente ciego, aparentemente perdiendo solo uno de sus ojos. Algunas fuentes sugieren que el hijo pequeño de Andrónico, Juan, el más tarde Juan VII, que solo tenía tres años en ese momento, también estaba parcialmente ciego de la misma manera. Además, Andrónico IV perdió su derecho de sucesión al trono, y su hermano menor, Manuel II Paleólogo, fue designado heredero por Juan V en su lugar.
Encarcelado con su familia en la prisión de Anemas en Constantinopla, Andrónico IV escapó en julio de 1376, junto con su esposa e hijo, a Gálata, una colonia de la República de Génova al otro lado del Cuerno de Oro, donde fue recibido con entusiasmo por los genoveses. Los genoveses preferían a Andrónico IV a Juan V, debido a que este último había cedido recientemente la isla de Ténedos a su rival, la República de Venecia, perjudicando así sus intereses comerciales. Andrónico IV también retuvo el apoyo de una gran parte de la sociedad bizantina, a pesar de sus acciones rebeldes, y tomó con éxito Constantinopla el 12 de agosto de ese mismo año, con el apoyo de los genoveses y otomanos. Juan V y Manuel II fueron encarcelados, y Andrónico IV gobernó como emperador durante tres años antes de que escaparan y lo depusieran. Durante el reinado de su padre (12 de agosto de 1376-1 de julio de 1379), Juan VII fue proclamado coemperador, probablemente en 1377. Incluso después de ser depuesto, Andrónico IV nunca renunció a su derecho al trono en Gálata y declarando abiertamente sus intenciones de retomar la capital.
El enfrentamiento entre Andrónico IV y los emperadores de Constantinopla duró hasta 1381, cuando se llegó a un acuerdo de que Andrónico IV y su hijo Juan VII serían los sucesores de Juan V como emperadores. Además, Andrónico IV fue una vez más reconocido como coemperador menor y se le permitió retener y usar el título de basileo (emperador). Andrónico IV también recibió tierras alrededor de Selimbria como un feudo en 1382.
Andrónico falleció antes que Juan V, muriendo el 25 o 28 de junio de 1385. Juan VII heredó las tierras de su padre alrededor de Selimbria y, según el acuerdo de 1381, también heredó el derecho a usar el título de basileo, convirtiéndose en un coemperador menor del Imperio bizantino. También heredó el reclamo de su padre de ser el heredero legítimo de Juan V. Desde su posición como emperador menor, Juan VII recibió el apoyo del Imperio otomano, especialmente desde el momento de la adhesión de Bayezid I (1389) en adelante, y de los genoveses. El apoyo genovés no escapó a la atención de Juan V. En algún momento entre 1387 y 1391, se registra que Juan V se quejó a los genoveses de que los habitantes de Gálata aclamaban y saludaban a Juan VII como si fuera el emperador principal, mientras negando a Juan V los honores correspondientes.

### Usurpación del trono y reinado

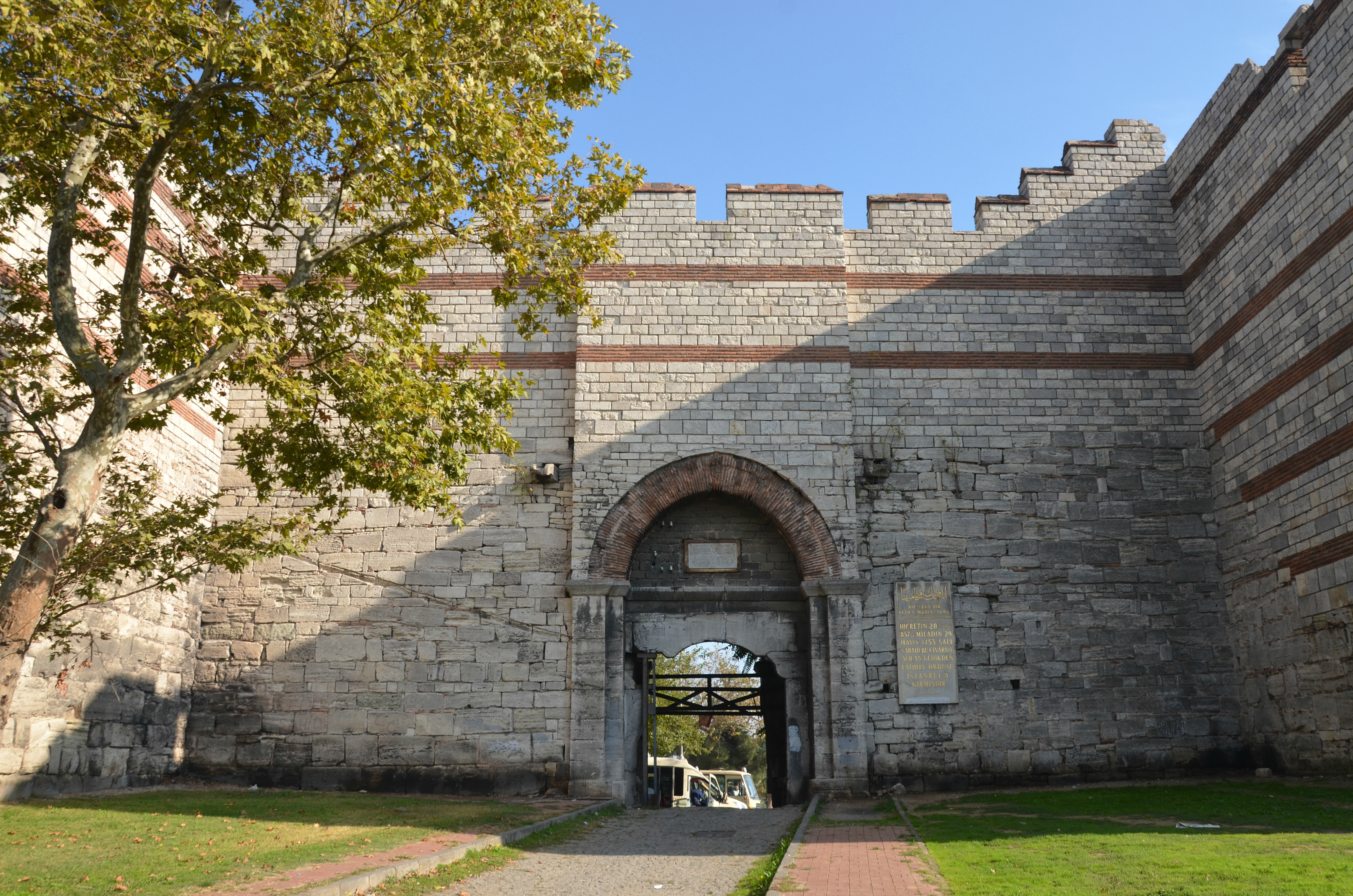
La puerta de Carisio, a través de la cual Juan VII entró en Constantinopla el 14 de abril de 1390.

Mapa político del Mediterráneo oriental en 1389.

A pesar del acuerdo de 1381, que declaraba explícitamente que Juan VII era el sucesor legítimo y que Manuel II había mostrado algunas tendencias rebeldes, Manuel II siguió siendo el heredero predilecto de Juan V y representó el principal obstáculo de Juan VII en su camino al trono. Cuando Manuel II estaba de campaña en Anatolia en 1390, Juan VII, de veinte años, aprovechó el momento y se proclamó único emperador, sitió Constantinopla. Según el cronista ruso contemporáneo Ignacio de Smolensk, 1390 había visto una fuerte corriente de opinión a favor de Juan VII. Juan VII se había asegurado el apoyo del sultán otomano Bayezid I y los genoveses; poco antes del asedio (probablemente a fines de 1389) incluso había viajado a Génova en persona para reunir apoyo. Mientras viajaba de regreso al Imperio bizantino por tierra, es posible que Juan VII pasara por Bulgaria, donde también pudo haber buscado la ayuda de Iván Esratsimir e Iván Shishman, zares de Bulgaria en Vidin y Tarnovo, respectivamente.
Además de sus aliados externos, un gran porcentaje de la población de Constantinopla también apoyaba a Juan VII, e incluso podría haber aprobado la sutil intervención otomana en la sucesión. Juan VII entró en la ciudad el 14 de abril de 1390, su breve asedio terminó cuando un grupo de plebeyos abrieron la Puerta de Carisio, sin lucha, y lo dejaron entrar. Aunque se utilizó algo de coerción, al poco tiempo todos en la ciudad habían reconocido y aclamado a Juan VII como emperador, sometiéndose a su gobierno.
Existe alguna evidencia contemporánea de que Juan VII usó el nombre de Andrónico en el momento de su usurpación. Ignacio de Smolensk, testigo ocular del evento, escribió que los soldados al servicio de Juan VII gritaron la aclamación «Polla ta eti Andronikou!», en lugar del esperado «Polla ta eti Ioannou!» y los registros de los registros de gastos en Gálata en 1390 mencionan que el emperador en Constantinopla en ese momento era Andrónico Paleólogo. Es posible que Juan VII cambiara su nombre a Andrónico tras la muerte de su padre en 1385 para honrar su memoria, o lo adoptó solo en 1390, a fin de evitar confusiones y facilitar su usurpación del trono. Si sus soldados y el pueblo de Constantinopla depusieran a un emperador llamado Juan y proclamaran otro del mismo nombre, todo el asunto podría llevarse a cabo con desconcierto. Al usar el nombre Andrónico, se evitarían estos problemas. Durante su reinado real como emperador, después de tomar con éxito el trono, Juan VII no parece haber usado el segundo nombre, reinando bajo su nombre de nacimiento. En los tratados que firmó se le conoce como Juan, y los autores bizantinos contemporáneos también se refieren a él constantemente por su nombre de nacimiento, ignorando cualquier segundo nombre para él.
Las pocas actividades registradas que se llevaron a cabo durante el breve reinado de Juan VII sugieren que él creía que iba a gobernar durante mucho tiempo. En junio, firmó un tratado comercial con Venecia y durante su tiempo como emperador emitió prostagmas (decisiones/órdenes imperiales) y acuñó monedas. También se registra que Juan VII apoyó la restauración de Macario al Patriarcado de Constantinopla. Macario había sido patriarca de Constantinopla durante el reinado del padre de Juan VII, en 1376-1379.
El reinado de Juan VII terminó el mismo año en que había comenzado, cuando Manuel regresó de su campaña. Con el apoyo de los caballeros hospitalarios y los otomanos, Manuel depuso a Juan VII, que había gobernado apenas cinco meses, el 17 de septiembre y restauró el gobierno de Juan V. Después de ayudar a Manuel II a retomar la ciudad para su padre, el sultán Bayezid I lo obligó a vivir en la corte otomana, actuando como un vasallo sumiso.

### Gobernador en Selimbria y pretensiones

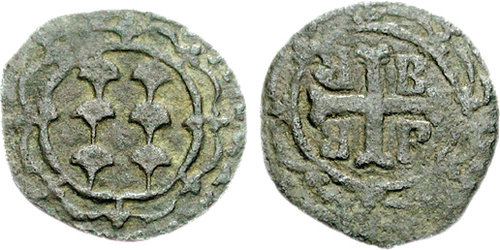
Moneda de Francesco II Gattilusio, padre de la esposa de Juan VII, Irene Gattilusio.

Juan VII nunca renunció a su pretensión de ser emperador y continuó siendo un poderoso actor político en el Imperio bizantino durante años después de su deposición. En algún momento antes de 1397, posiblemente ya en 1390, Juan VII se casó con Irene Gattilusio, hija de Francesco II Gattilusio, el señor de la isla de Lesbos. Después de que Juan V regresó al trono, Bayezid I convocó a los dos emperadores menores, Manuel II y Juan VII, para que se unieran a las campañas del sultán en Anatolia. Ambos se vieron obligados a participar en el sometimiento otomano de Filadelfia, la última ciudad cristiana en el oeste de Anatolia. Cuando Juan V murió en 1391, Manuel II, en la corte de Bayezid en ese momento, rápidamente se dirigió a Constantinopla para adelantarse a Juan VII y reclamar el trono.
Juan VII continuó gobernando Selimbria después de la muerte de Juan V y continuó aspirando a convertirse en emperador principal tras el ascenso al trono de Manuel II. Gobernó Selimbria como vasallo de Bayezid I, lo que significó que se vio obligado a ayudar al sultán en nuevas campañas en Anatolia. Según el historiador John W. Barker, Juan VII intentó vender su derecho al trono bizantino a Carlos VI de Francia. En 1397 en Selimbria, Juan VII supuestamente confió a los nobles franceses Enrique de Bar y Juan de Nevers con negociar con Carlos VI, con Juan VII buscando un castillo francés y una generosa pensión a cambio de renunciar al título. La hipótesis de Barker se basa en un documento legal real firmado el 15 de julio de 1397, posiblemente en Saray en lugar de Selimbria, pero el documento en sí no contiene ninguna mención de los derechos que Juan VII confió a los nobles franceses o cuáles fueron sus intenciones exactas al negociar con Carlos VI. La idea de que Juan VII tenía la intención de vender sus afirmaciones se basa en interpretaciones prematuras del documento en sí y notas de los nobles sobre una discusión con Francesco II Gattilusio sobre Lesbos, durante la cual Gattilusio supuestamente divulgó lo que creía que eran las intenciones de Juan VII.
Las esperanzas de Juan VII de reclamar el trono continuaron siendo apoyadas por Bayezid I, quien lo vio como un candidato más prometedor que el incondicionalmente anti-otomano Manuel II. Al apoyar a Juan VII, Bayezid I esperaba convertir al Imperio bizantino en un estado vasallo obediente, como casi había estado bajo el gobierno de Juan V. Aunque Bayezid I fue un aliado importante, Manuel II utilizó su apoyo abierto a Juan VII en sus esfuerzos por deslegitimar las afirmaciones de Juan VII. En algunos de los primeros textos de Manuel II, llegó a afirmar que el plan final de Juan VII era entregar Constantinopla a los otomanos.
A pesar de la campaña de propaganda de Manuel II, Juan VII todavía gozaba de un apoyo considerable, tanto dentro del imperio como entre sus aliados. Además de Bayezid I, Juan VII siguió contando con el apoyo de la República de Génova, con la que tenía conexiones comerciales. Además, Juan VII también estaba respaldado por una amplia red de ricos aristócratas bizantinos. Su amplio apoyo y riqueza le dieron una fuente constante de recursos que podía usar en la disputa con su tío.
Además de su respaldo por parte de ciertos aristócratas y sus aliados internacionales, también había una facción dentro de Constantinopla, compuesta principalmente por plebeyos, que deseaba restaurar a Juan VII como emperador mayor, ya en 1399. Esta facción se opuso al gobierno de Manuel II, creyendo que no le importaba la supervivencia del imperio y gobernaba como un tirano. Como Juan VII había sido investido constitucionalmente con el derecho a suceder al trono en 1381, lo veían como el heredero legítimo, no Manuel II, quien era visto como un usurpador más interesado en su propio poder que en cualquier otra cosa. Esta percepción de Manuel II fue utilizada por Juan VII en su propia propaganda.

### Reconciliación con Manuel II y permanencia como regente

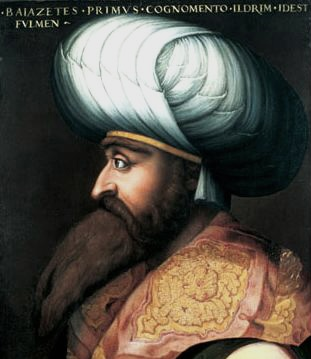
Retrato del sultán Bayezid I por Cristofano dell'Altissimo (1552-1562).

Las tensiones entre Juan VII y Manuel II se intensificaron cuando Bayezid I comenzó a amenazar con conquistar Constantinopla. En 1394, Bayezid sitió la ciudad. Alentados por el caballero francés Boucicaut, que había sido colocado como líder de la defensa de Constantinopla y que tenía buenas relaciones tanto con Juan VII como con Manuel II, los dos emperadores llegaron a un acuerdo destinado a poner fin a su enemistad dinástica en 1399. Según el Monje bizantino Simeón de Tesalónica, la actitud de Juan VII hacia Manuel II solo había cambiado porque Bayezid I había atacado sus tierras alrededor de Selimbria en 1397. El acuerdo fue que Manuel II adoptó a Juan VII, y que Juan VII a su vez adoptó a los hijos e hijas de Manuel II, uniendo las dos ramas de la familia. Manuel II también reconoció formalmente a Juan VII como el primer coemperador, superando en rango al propio hijo de Manuel II, Juan VIII Paleólogo, quien luego se convirtió en el segundo coemperador.
El acuerdo permitió a Manuel II salir de la ciudad en una misión de tres años para viajar por Europa en un intento de asegurar ayuda militar, mientras que a Juan VII se le encomendó permanecer en Constantinopla como regente, gobernando la ciudad en ausencia de Manuel. Aunque en efecto se había convertido en emperador-regente, la responsabilidad de Juan VII era principalmente la defensa de Constantinopla, no otros asuntos normalmente manejados por el emperador. Debido a la falta de fuentes, la regencia de Juan VII en Constantinopla no está bien documentada, y el alcance de su poder y cómo lo ejerció no está del todo claro. No parece que el acuerdo de 1399 fuera cumplido por Manuel II, ya que envió a su familia (ahora aparentemente la familia de Juan) a su hermano Teodoro Paleólogo en la Morea. Los únicos registros textuales que sobreviven de las actividades de Juan VII en Constantinopla son tratados con los venecianos y genoveses, y la documentación de su decisión de deponer al patriarca Mateo I. Mateo I tenía muchos enemigos en Constantinopla, por razones no del todo claras, y la facción anti-Mateo logró persuadir a Juan VII para que lo depusiera. Más tarde sería restaurado por Manuel II una vez que regresara a Constantinopla. En el Imperio bizantino, la máxima autoridad para nombrar patriarcas recaía solamente en el emperador.
Mientras sitiaba la ciudad, Bayezid I intentó apelar a los partidarios de Juan VII haciéndose pasar por un defensor de la legitimidad de Juan VII y ofreciendo la paz con la condición de que Juan VII fuera devuelto al trono, términos que Manuel II había rechazado antes de su partida, una decisión que prolongó el asedio. Una vez que Manuel II abandonó la ciudad, Bayezid I intentó negociar directamente con Juan VII. Quizás pasando por alto que había apoyado la deposición de Juan VII por Manuel II en 1390, su propio ataque a las tierras de Juan VII en Selimbria en 1397, y la reconciliación entre los dos emperadores, Bayezid I parecía seguir creyendo que podía confiar en que Juan VII cumpliera sus órdenes. Poco después de la partida de Manuel II de Constantinopla, envió el siguiente mensaje a Juan VII desde Adrianópolis:

Si en verdad he echado de la ciudad al basileo Manuel, no lo he hecho por ti, sino por mí. Y si, entonces, quieres ser nuestro amigo, retírate de allí y te entregaré una provincia, la que quieras. Pero si no lo haces, con Dios y su gran profeta como testigo, no perdonaré a nadie, sino que destruiré a todos por completo.

Juan VII se negó a entregar la ciudad y respondió de manera desafiante al mensajero de Bayezid I, quien dijo lo siguiente:

Retírate, informa a tu señor: estamos en la pobreza y no hay gran poder al que podamos huir, excepto al Dios que ayuda a los impotentes y que domina a los poderosos. Así que si deseas algo, ¡hazlo!

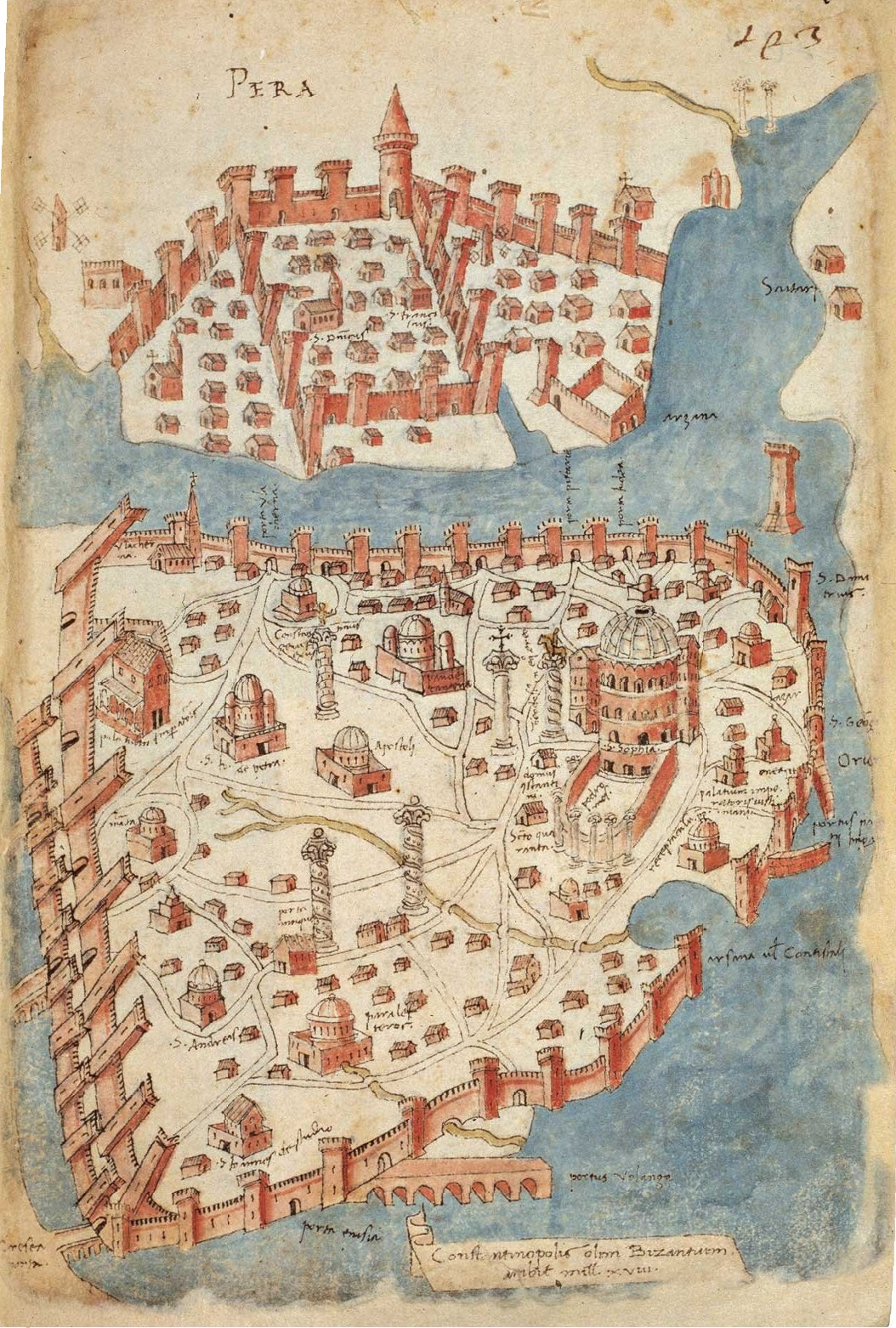
Mapa de Constantinopla de 1420s-1430s hecha por el cartógrafo Cristoforo Buondelmonti, el mapa más antiguo de la ciudad que se conserva.

La situación se volvió más sombría a medida que pasaba el tiempo y la ausencia de Manuel II se prolongó. Aunque Venecia había prometido enviar ayuda militar para levantar el asedio, las fuerzas prometidas nunca llegaron. A pesar de que sus fuerzas estaban agotadas y los timúridas aparecieron en las partes orientales de su imperio, Bayezid I se negó a abandonar el sitio. Durante el asedio de seis años, los ciudadanos de Constantinopla sufrieron. Muchos de ellos optaron por escapar de las murallas para rendirse personalmente a las fuerzas otomanas.
A pesar de haberse negado a entregar la ciudad, Juan VII mantuvo algunas conexiones con Bayezid I. A principios de enero de 1401, Juan VII estaba lejos de Constantinopla, intentando firmar un acuerdo con Bayezid I. Lo que sea que hizo, parece haber funcionado momentáneamente ya que el asedio se levantó por un breve período en el verano. En 1402, se registra a Juan VII como presente en una expedición militar otomana en el Peloponeso. El 1 de junio de 1402, cuando el asedio se intensificaba, Juan VII envió una carta a Enrique IV de Inglaterra, escribiendo sobre el peligro urgente que amenazaba a Constantinopla. Aproximadamente un mes después de que se envió esta carta, Bayezid I finalmente abandonó la ciudad, teniendo que lidiar con los timúridas. La derrota y captura de Bayezid I en la batalla de Ankara el 20 de julio de 1402, y el período posterior de la guerra civil otomana que estalló, puso fin al asedio de Constantinopla y salvó la ciudad.
Juan VII utilizó la derrota otomana en Ankara para negociar un tratado con uno de los hijos de Bayezid I, Süleyman Çelebi, en el que la ciudad de Tesalónica, así como territorios sustanciales en Tracia y Macedonia, fueron devueltos al Imperio bizantino. Juan VII bautizó y cristianizó a dos de los hijos de Bayezid en 1403: İsa Çelebi y Yusuf Çelebi. Es posible que İsa haya sido adoptado por Juan VII, y se registra que Yusuf continuó viviendo en Constantinopla, allí se da fe hasta 1413.
Tras el regreso de Manuel II a Constantinopla en junio de 1403, Juan VII le devolvió el poder. Aunque algunos comentarios contemporáneos parecen sugerir que todos esperaban que Juan VII se negara a ceder el poder, Juan VII parece haberse contentado con dejar sus responsabilidades después de gobernar la capital bizantina durante tres años y medio.  Una vez que Manuel II regresó, revocó varias de las decisiones de Juan VII, por ejemplo, desautorizando un tratado que Juan VII había concertado con los otomanos, en el que les había concedido privilegios religiosos y económicos.

### Nuevas tensiones dentro de la familia imperial

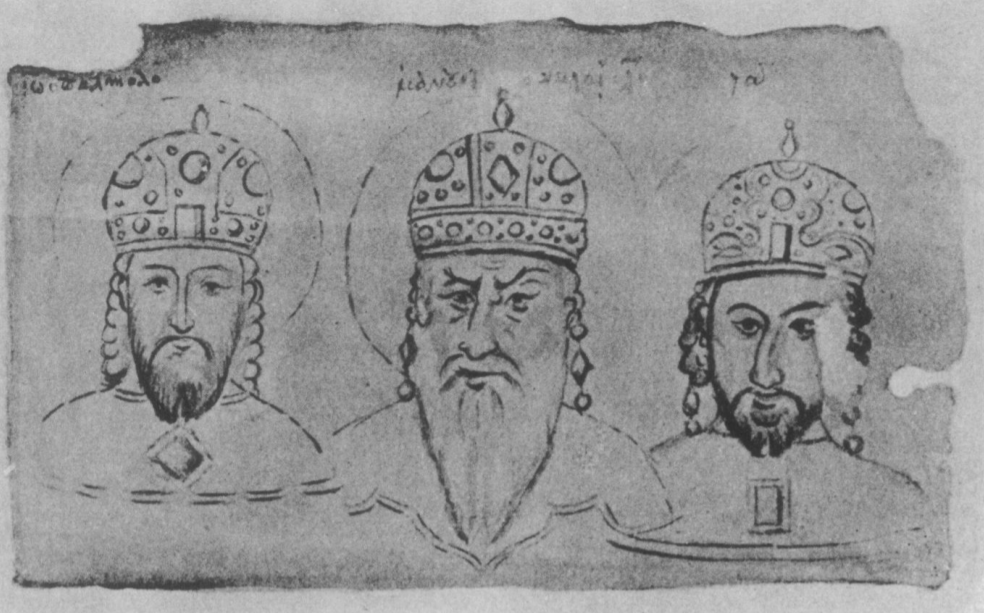
Retratos del de Juan VII, Manuel II y Juan VIII (de un códice del en la Biblioteca Nacional de Francia).

Después del regreso de Manuel II en 1403, las relaciones entre él y Juan VII volvieron a ser tensas. Como sabía que Juan VII ya no podía contar con el apoyo de los otomanos, Manuel II intentó excluirlo por completo de la jerarquía imperial, despojándolo del título de basileo y privándolo de sus tierras prometidas en Selimbria y Tesalónica. Manuel II atribuyó las razones para excluir a Juan VII a los rumores de que Juan VII había iniciado negociaciones en 1402 con Bayezid I sobre la rendición de Constantinopla. El viajero castellano contemporáneo Ruy González de Clavijo escribió que Juan VII y Bayezid I habían acordado que si Bayezid I derrotaba a los timúridas, Juan VII entregaría la ciudad. Es dudoso que se llegara a un acuerdo de este tipo, especialmente desde que Juan VII demostró ser leal durante su mandato como regente y concluyó un tratado muy favorable con el príncipe otomano Süleyman Çelebi. Según el historiador alemán Peter Wirth, es posible que la razón del resentimiento que se estuvo gestando nuevamente entre Juan VII y Manuel II después del regreso de Manuel II podría ser que Manuel II sintió que lo habían ignorado y dejado fuera de estas importantes negociaciones.
Juan VII fue enviado a la isla de Lemnos, aparentemente en desgracia, pero huyó con su suegro Francesco II en la cercana Lesbos. Poco después, en septiembre de 1403, Juan VII y Francesco II lanzaron una expedición naval contra Tesalónica, aunque parece haber tenido poco o ningún resultado. La expedición no fue un intento de tomar la ciudad del control de Manuel II, sino más bien de liberarla de los otomanos, ya que una guarnición otomana todavía estaba presente. Juan VII y Francesco regresaron a Lesbos, donde Boucicaut también residía en ese momento. Junto con Boucicaut, viajaron luego a Constantinopla al frente de un ejército, con la intención de arrebatarle la ciudad a Manuel II por la fuerza.
Aunque finalmente optaron por no atacar la ciudad, las drásticas acciones de Juan VII exigieron un nuevo acuerdo político entre las dinastías. El acuerdo de 1403 resultante entre Juan VII y Manuel II fue similar al que habían hecho en 1399. Como hijo adoptivo de Manuel II, Juan VII siguió siendo el primer coemperador y el hijo actual de Manuel, Juan VIII, siguió siendo el segundo coemperador. También se afirmaron los derechos de Juan VII sobre Tesalónica. Clavijo, presente en Constantinopla en ese momento, escribe que tanto Manuel II como Juan VII fueron designados como emperadores plenos y que Juan VII reinaría solo después de la muerte de Manuel II, después de lo cual sería sucedido por el hijo de Manuel, Juan VIII, quien a su vez sería sucedido por el hijo recién nacido de Juan VII, Andrónico V Paleólogo. Las reacciones contemporáneas a la resolución parecen haber sido amargas. Clavijo escribió que no creía que el acuerdo fuera respetado por ninguno de los emperadores.

### Emperador en Tesalónica

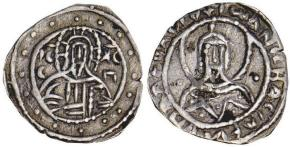
Moneda de medio stavraton de Juan VII. La moneda presenta un busto del emperador (derecha) y Cristo Pantocrátor (izquierda).

La transferencia de Tesalónica del control otomano a los bizantinos fue supervisada por el confidente de Manuel II, Demetrio Láscaris Leontario, quien por acuerdo entre los dos emperadores la entregó a Juan VII.  Según los documentos conservados firmados por Juan VII, probablemente llegó por primera vez a Tesalónica a fines de 1403. Aunque Juan VII estuvo acompañado en el viaje inicial por algunos de los más acérrimos partidarios de Manuel II, como Leontario y Demetrio Crisoloras, a quienes se les ordenó mantener la vista puesta en sus actividades, Juan VII asumió inmediatamente la autonomía de Constantinopla. A pesar de su acuerdo y la autonomía de facto de Juan VII, los textos de Manuel II afirman que Juan VII «le dio» Tesalónica a Manuel II, una frase que sugiere que Manuel II todavía se consideraba el superior de Juan VII. Aunque no se conocen copias supervivientes, se redactó un juramento detallado entre Manuel II y Juan VII, que decidió una frontera bien definida entre los imperios de Constantinopla y Tesalónica. Algunos territorios ubicados más cerca de Tesalónica que de Constantinopla, como el Monte Athos, se mantuvieron como juramentados a Constantinopla.
Juan fue investido como déspota de Tesalónica y se le permitió conservar el título imperial completo. Mientras gobernaba Tesalónica, se atestigua que Juan VII usó el título Βασιλεύς ἀπάσης Θετταλίας, traducido de diversas formas como «Emperador de Tesalia», «Emperador de Toda Tesalia», «Emperador de toda la Tesalia» o «Emperador de todo lo de Tesalia». Aunque había asumido este nuevo título, Juan VII nunca dejó de afirmar su derecho a ser el legítimo emperador bizantino, y continuó usando los títulos autócrata y basileo, idéntica a la titulación de Manuel II. En la correspondencia extranjera, se le dirigió de la misma forma que a su tío. Los tratados conservados con las repúblicas italianas se refieren a Juan VII como imperador di Griesi («Emperador de los griegos») y lo gran imperator Caloiani imperador di Griesi («El gran emperador Kalojoannes, Emperador de los griegos»). La entrada de Juan en Tesalónica fue conmemorada en un píxide de marfil bizantino (una caja cilíndrica con tapa). Este píxide, que hoy se conserva en Dumbarton Oaks, representa tanto a la familia imperial de Juan VII (incluida su esposa Irene y su hijo Andrónico V) como a la familia imperial de Manuel II (incluida su esposa Helena Dragaš y su hijo, Juan VIII).
En Tesalónica, Juan VII creó su propio tesoro y acuñó sus propias monedas con su propio retrato en lugar del de Manuel. Creó su propia corte y cancillería imperial, donde los documentos se firmaban con su nombre en lugar del nombre de Manuel II. Durante todo el reinado de Juan VII en Tesalónica, que duró hasta su muerte en 1408, el Imperio bizantino experimentó así un período de gobierno dual, esencialmente dividido en dos. Las actividades de Juan VII como emperador en Tesalónica consistieron principalmente en organizar la defensa de la ciudad y regular la propiedad de la iglesia local. Parece haber estado satisfecho con su puesto; no hay más registros de conflicto entre Juan VII y Manuel II después de los eventos de 1403.
La llegada de Juan VII a Tesalónica significó más para los tesalonicenses que simplemente la llegada de un emperador. A través de su tratado de 1403, Juan VII había liberado la ciudad de los otomanos y una vez más la convirtió en la segunda ciudad del Imperio bizantino. Aunque Manuel II también había estado involucrado en algunas de las negociaciones, la mayor parte del crédito por asegurar el regreso de Tesalónica al control imperial se debe otorgar a Juan VII. Como tal, su llegada a la ciudad no fue solo la llegada de un nuevo gobernador, sino del libertador de la ciudad. Durante su reinado en Tesalónica, los tesalonicenses continuaron viendo a Juan VII como un gobernante capaz. Según Simeón de Tesalónica, Juan VII «fortificó [la ciudad] por todos lados con trirremes y muros exteriores» y «lo adornó con buenos reglamentos e instituciones».
Poco después de llegar a Tesalónica, Juan VII coronó a su hijo, Andrónico V, como coemperador. Juan VII vio a Andrónico V no solo como su propio sucesor legítimo, sino como el futuro sucesor legítimo del Imperio bizantino. Esto puede deducirse del píxide antes mencionado que representa a Andrónico V de manera más prominente que el heredero de Manuel, Juan VIII, así como de las monodías compuestas después de la muerte de Andrónico V. Una de esas monodías afirma que los padres de Andrónico V lo habían «considerado con gusto como su sucesor». Andrónico V, que fue nombrado en honor a su abuelo Andrónico IV, era según el acuerdo de 1403 el heredero legítimo del imperio, destinado a ser el heredero del hijo de Manuel, Juan VIII. Cualquier plan para el futuro de Andrónico V fracasó cuando murió en 1407 a la edad de siete años. Algún tiempo después de la muerte de Andrónico V, Juan VII se convirtió en monje, asumiendo el nombre monástico de José. Juan VII murió en Tesalónica un año después de Andrónico V, el 22 de septiembre de 1408, a la edad relativamente joven de 38 años. Con la muerte de Andrónico V y Juan VII, el linaje imperial rival que había sido establecido por Andrónico IV se extinguió.

## Legado

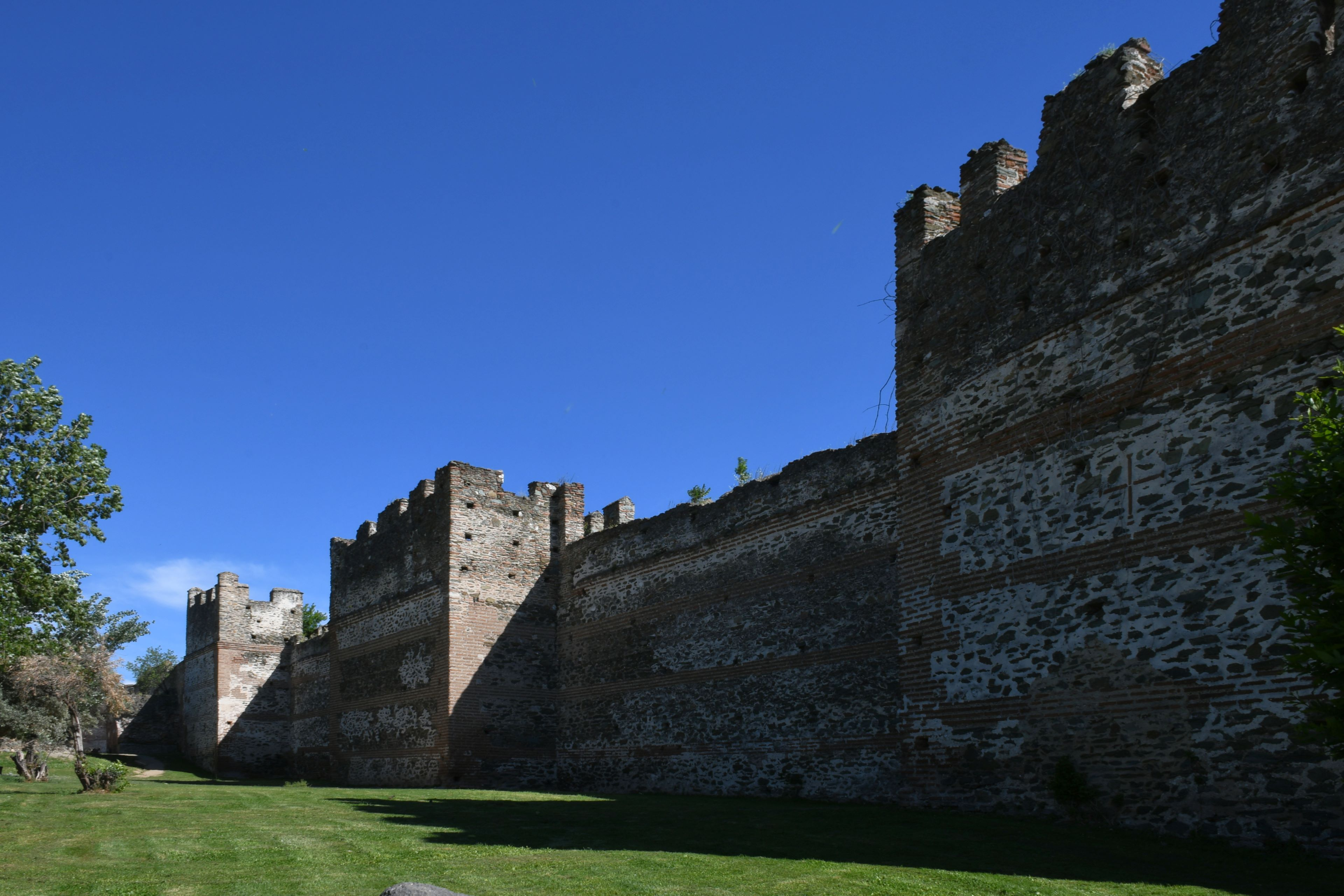
Las murallas medievales de Tesalónica se trabajaron extensamente durante el reinado de Juan VII en la ciudad.

Juan VII fue recordado positivamente en Tesalónica. La ciudad a menudo no obedecía por completo a Constantinopla, y sus líderes a menudo iban por su propio camino en términos de administración. Para los ciudadanos de Tesalónica, la muerte de Juan VII fue un golpe significativo para su autonomía. El reinado de Juan VII en Tesalónica fue la última vez que la ciudad sirvió como una especie de contra-capital de Constantinopla. Manuel II visitó la ciudad en 1409 e instaló a su hijo, Andrónico, como gobernador. Si bien se encontró con muchos ciudadanos que lo aprobaban, también hubo muchos que se opusieron a que se les impusiera un gobernante de Constantinopla. Que los tesalonicenses habían gozado del gobierno de un líder de pasado rebelde, que al igual que Manuel II llevaba el título de basileo, probablemente solo había estimulado las tendencias separatistas de la ciudad.
Un pasaje de alabanza en un elogio de Juan VII, del Sinódico de Tesalónica, dice:

Porque nuestro emperador Juan Paleólogo luchó casi de rodillas con ferocidad y valentía en defensa de los romanos en un momento en que los pueblos extranjeros se inclinaban hacia nosotros [...] y cuando una ola indeciblemente más poderosa que se había levantado y amenazaba con destruirlo todo, y liberó al emperador de la esclavitud y aseguró nuestra seguridad por todos los medios posibles.

Otro elogio, probablemente escrito por Simeón de Tesalónica, contiene este pasaje:

Se condujo de una manera verdaderamente ortodoxa durante toda su vida. Fue un destacado defensor de la iglesia y sus sagradas doctrinas... Cuando se levantaron oleadas de violencia inaudita y amenazaron con engullirlo todo, no cedió, pero como buen conductor volvió a tomar el control de los romanos. Recuperó varias ciudades de manos de los bárbaros, de las cuales la primera y más grande fue nuestra propia Tesalónica, viendo la luz de la libertad después de una larga servidumbre. Estableció su residencia en nuestra ciudad y, sin descuidar nada de lo necesario, empleó todos los medios para garantizar nuestra seguridad. También obtuvo muchas victorias y triunfos sobre sus propios sufrimientos; la gran variedad de enfermedades que padecía le hizo progresar en la virtud.

Otros elogios, así como una monodía igualmente elogiada del autor bizantino contemporáneo Teodoro Potamio, casi dan la impresión de que un culto a Juan VII estaba comenzando a desarrollarse en Tesalónica.